# Khởi nhung thảo

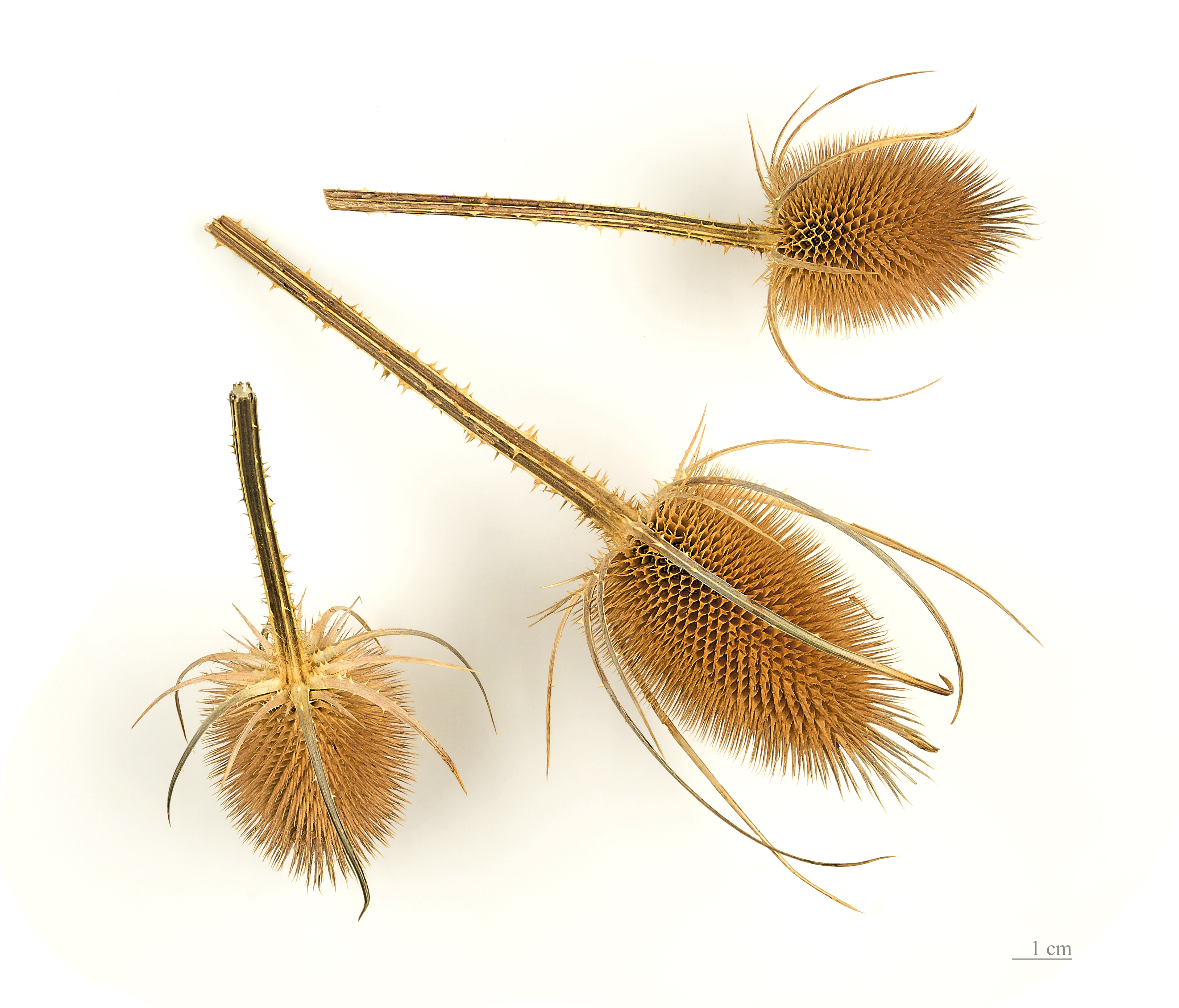
Dipsacus fullonum

Khởi nhung thảo (danh pháp hai phần: Dipsacus fullonum) là một loài thực vật trong họ Tục đoạn, có tài liệu ghi thuộc họ Kim ngân. Loài này được L. mô tả khoa học đầu tiên năm 1753. Đây là loài bản địa Eurasia và Bắc Mỹ nhưng cũng biết đến ở châu Mỹ, nam châu Phi, Úc và New Zealand là loài du nhập.

## Hình ảnh

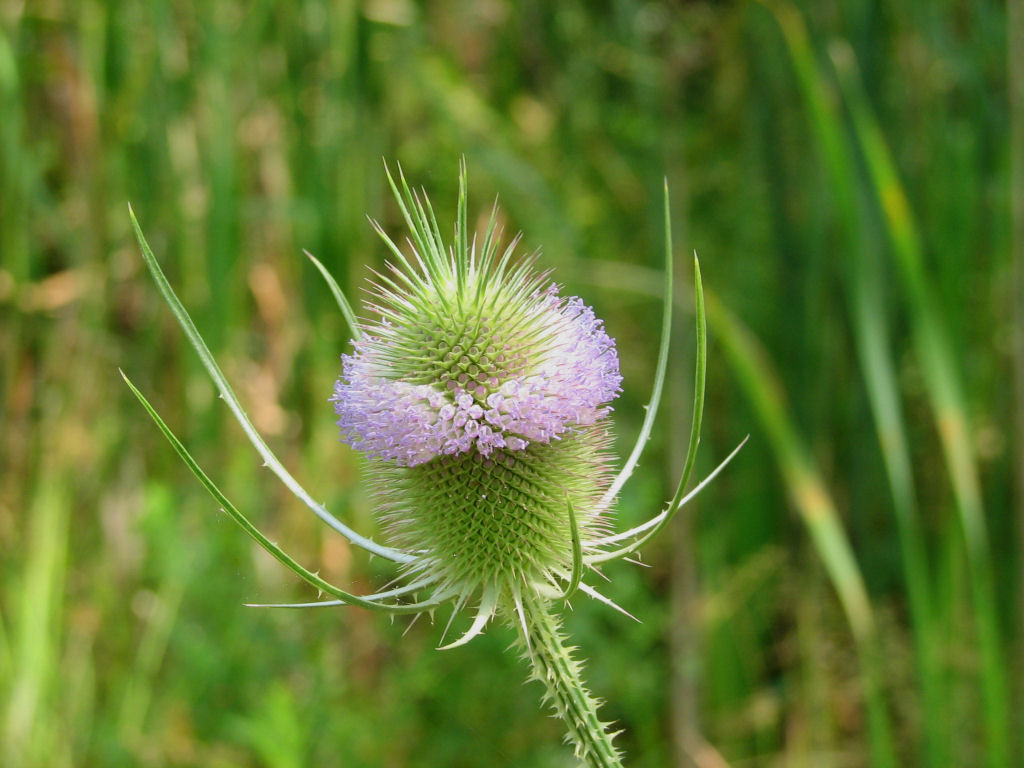
Hoa, ở Ottawa, Ontario

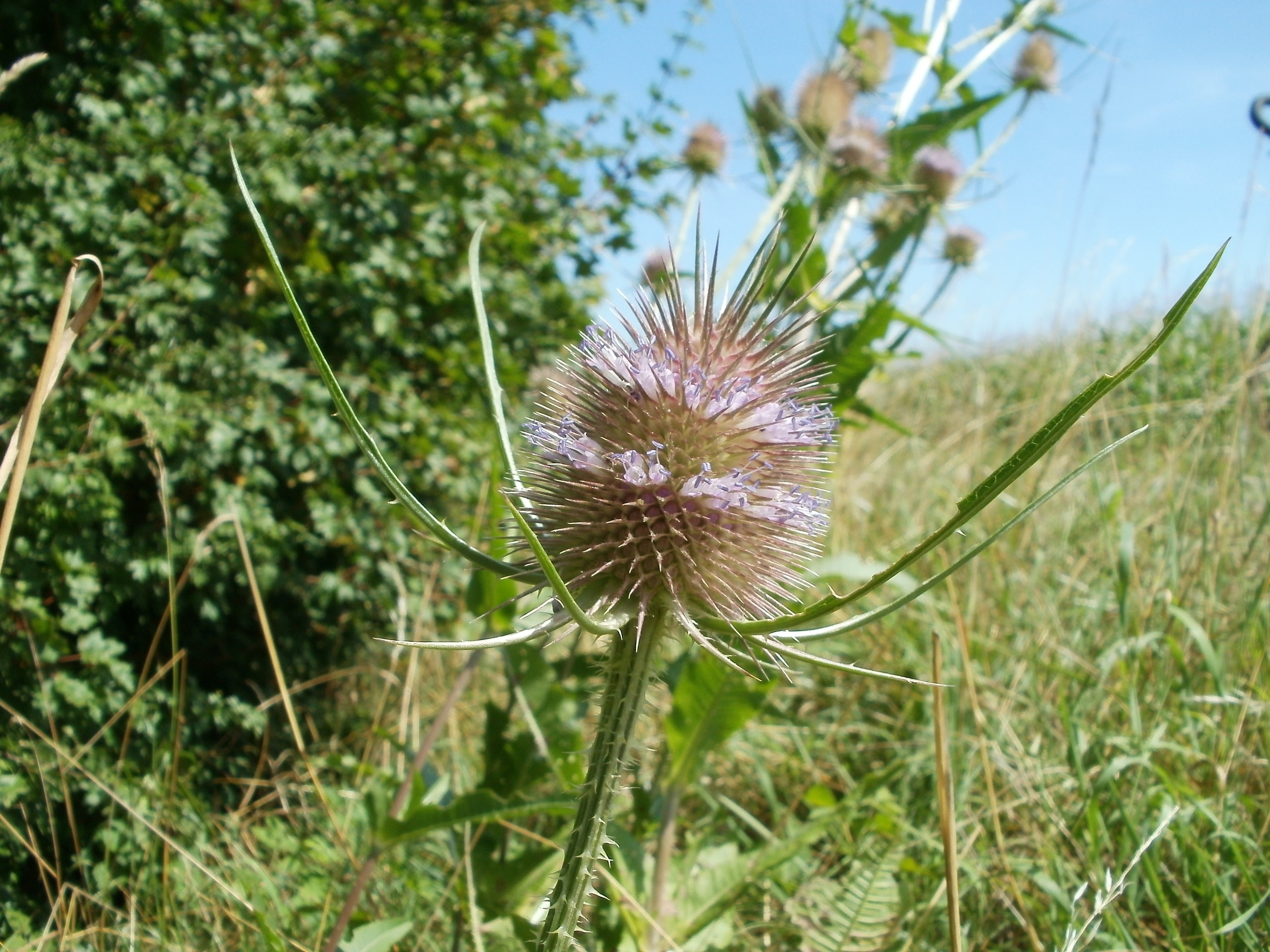
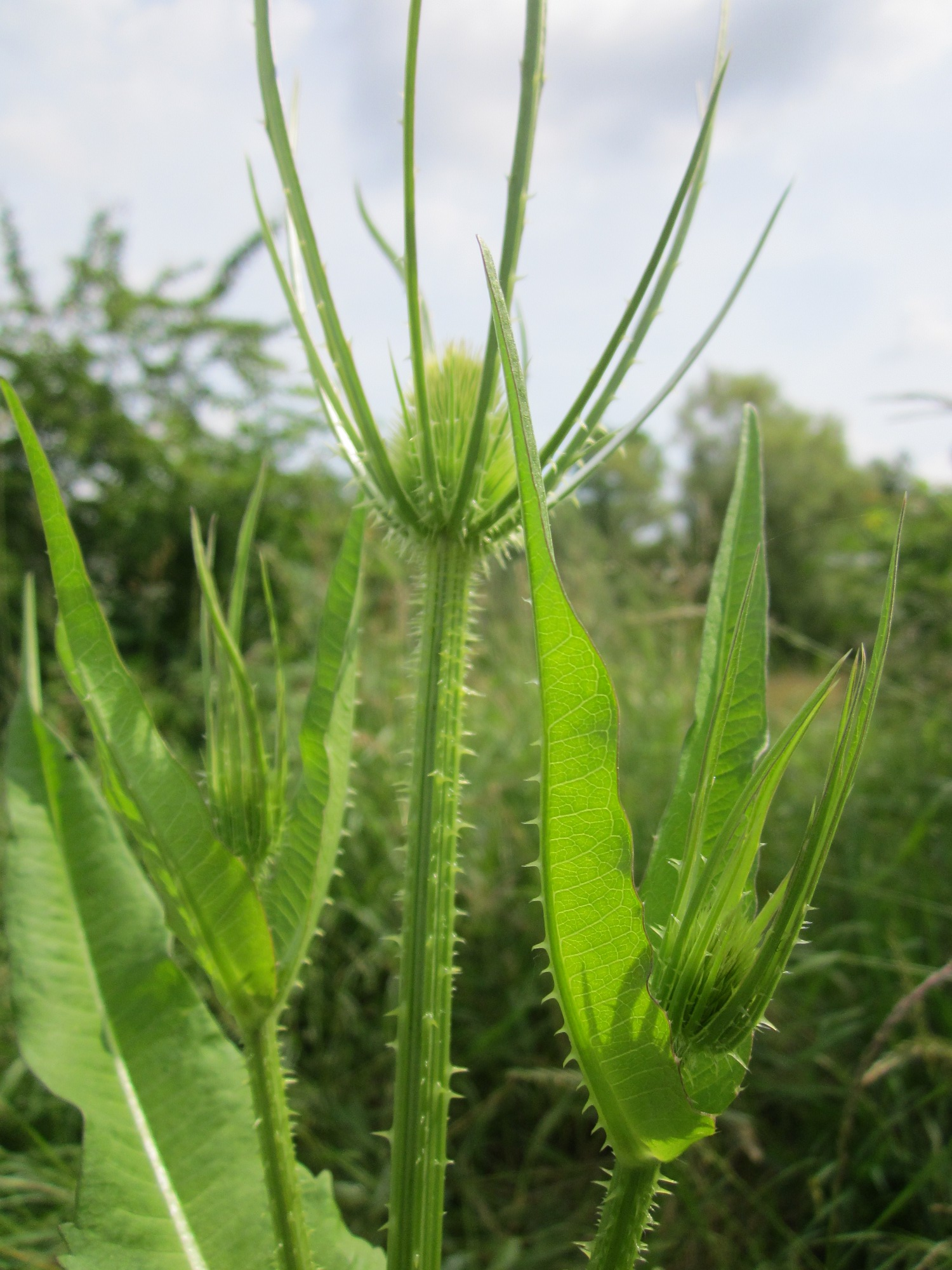
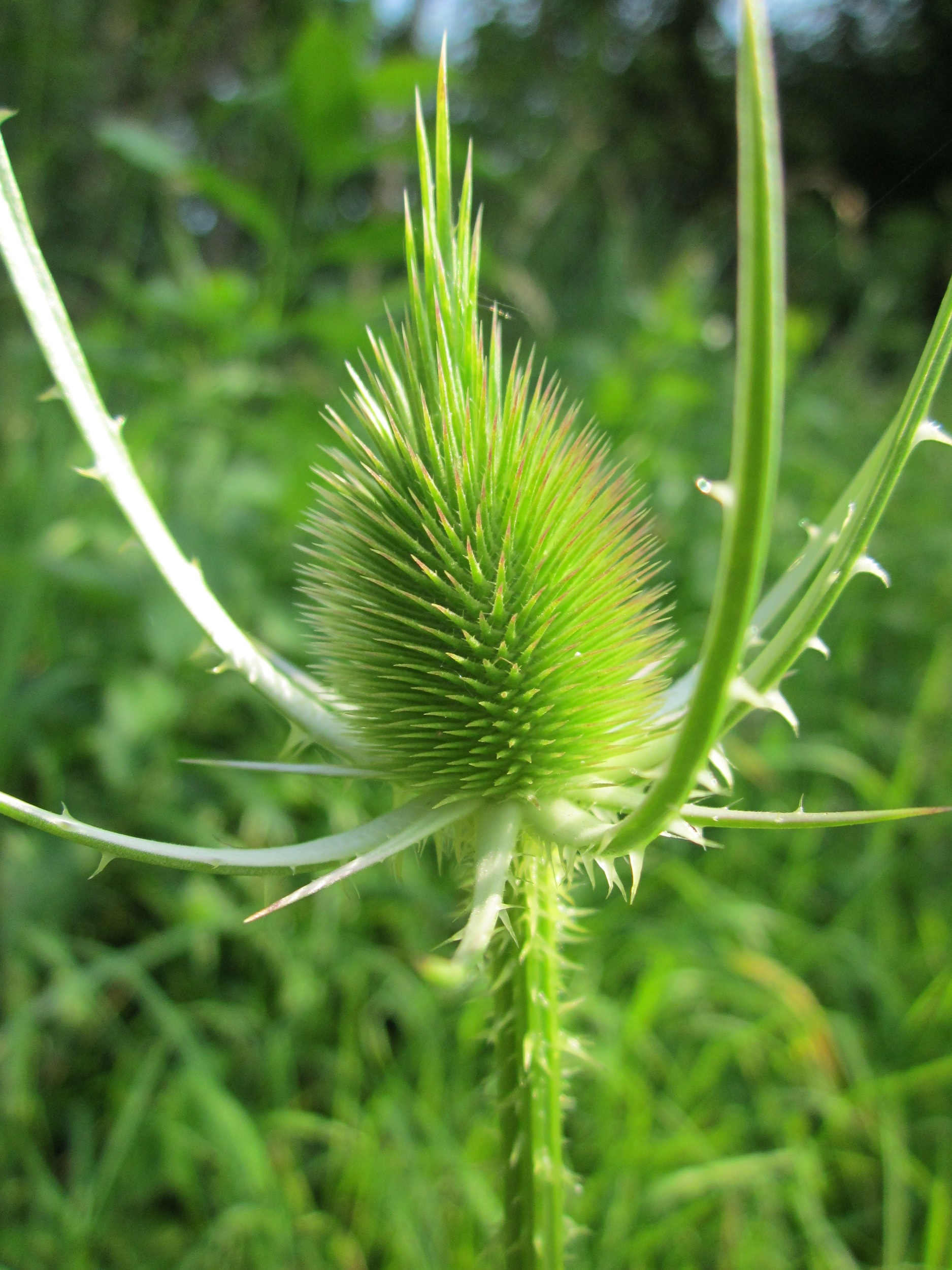
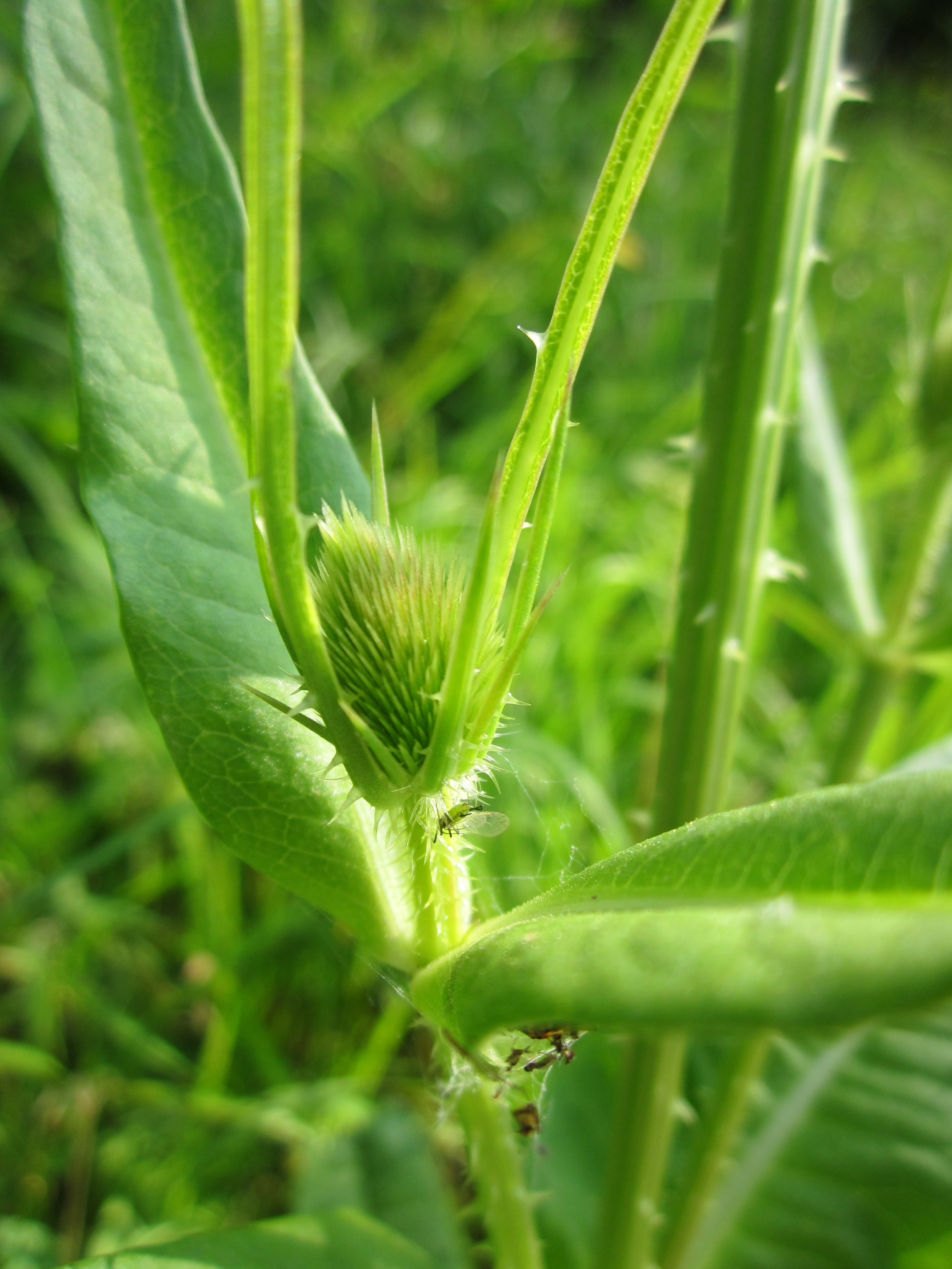
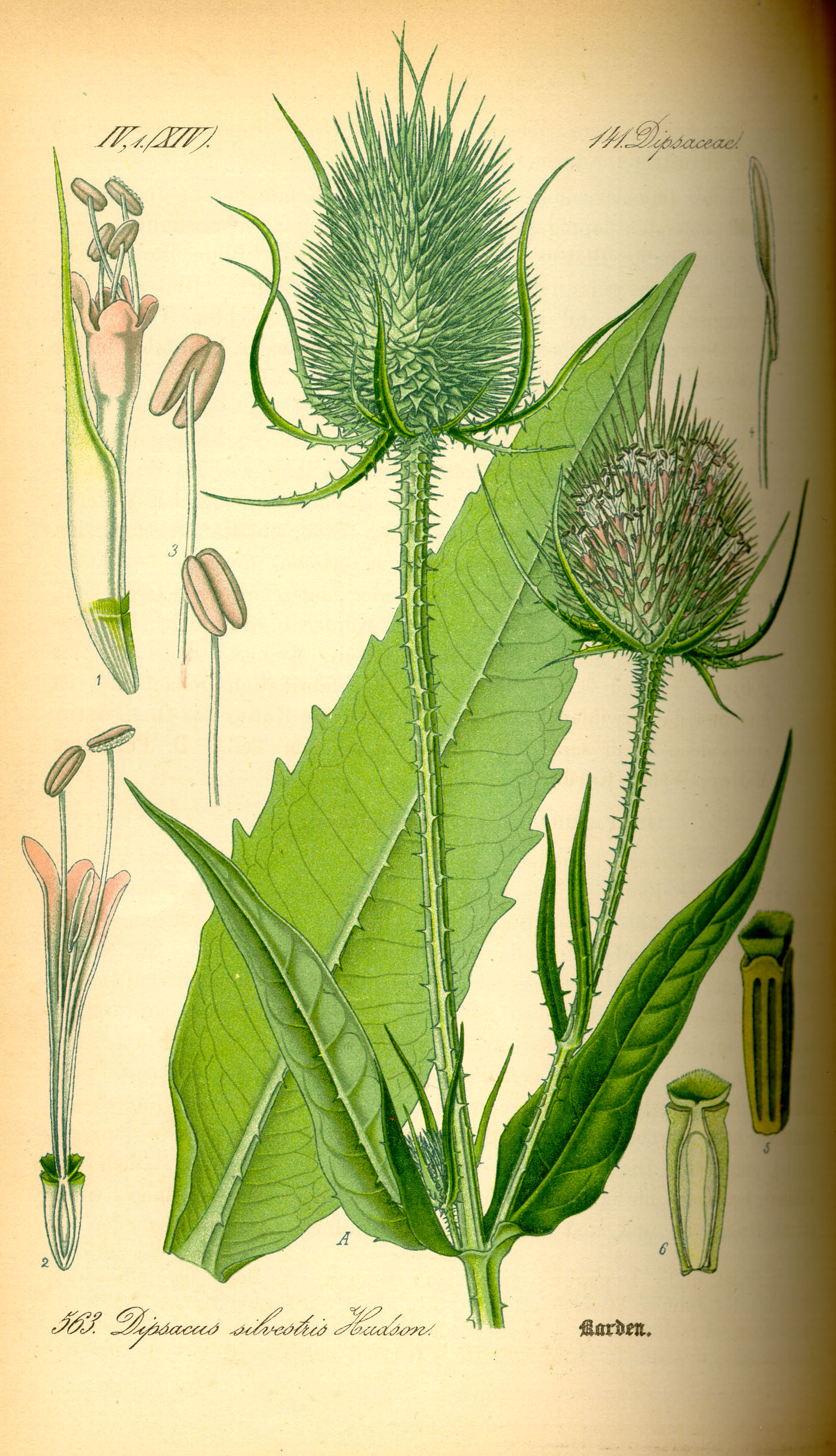